# باديا ديل فاليس
بلدية باديا ديل بالْيِس (بالكاتالانية: Badia del Vallès) هي إحدى بلديات مقاطعة برشلونة، والتي تقع في منطقة كاتالونيا، شرق إسبانيا.
يبلغ عدد سكانها 13.975 نسمة وفقاً لإحصائية سنة (2007).

## أعلام
- ييراي سابارييغو